# 409 př. n. l.

## Události
- začátek druhé řecko-kartaginské války

## Hlava státu
- Perská říše – Dareios II. (423 – 404 př. n. l.)
- Egypt – Dareios II. (423 – 404 př. n. l.)
- Bosporská říše – Satyrus (433 – 389 př. n. l.)
- Sparta – Pleistonax (458 – 409 př. n. l.) » Pausaniás (409 – 395 př. n. l.) a Ágis II. (427 – 399 př. n. l.)
- Athény – Glaucippus (410 – 409 př. n. l.) » Diocles (409 – 408 př. n. l.)
- Makedonie – Archeláos (413 – 399 př. n. l.)
- Epirus – Tharrhypas (430 – 392 př. n. l.)
- Odryská Thrácie – neznámý vládce (410 – 408 př. n. l.)
- Římská republika – konzulové Cn. Cornelius Cossus a Lucius Furius Medullinus (409 př. n. l.)
- Kartágo – Hannibal Mago (440 – 406 př. n. l.)